# Amfilochía
Amfilochía är en kommunhuvudort i Grekland. Den ligger i prefekturen Nomós Aitolías kai Akarnanías och regionen Västra Grekland, i den centrala delen av landet, 240 km väster om huvudstaden Aten. Amfilochía ligger 80 meter över havet och antalet invånare är 4 022.
Terrängen runt Amfilochía är huvudsakligen kuperad. Amfilochía ligger nere i en dal. Runt Amfilochía är det ganska glesbefolkat, med 32 invånare per kvadratkilometer. Amfilochía är det största samhället i trakten. 